# Gunnar Brunvoll
Gunnar Brunvoll (Bærum, 6 giugno 1924 – 27 aprile 1999) è stato un impresario teatrale norvegese.

## Biografia
Era il figlio di Jonas Brunvoll, e di sua moglie, Kirsten Sørsdal ed era il fratello di Jonas Brunvoll. Sposò Solveig Pettersen. 
Durante l'occupazione della Norvegia da parte della Germania nazista fu coinvolto nel movimento di resistenza civile. Entrambi i suoi genitori e suo fratello Jonas finirono nei campi di concentramento in Germania, mentre Gunnar fuggì in Svezia e in seguito in Gran Bretagna e in Canada, dove divenne pilota presso il campo di addestramento Little Norway.

## Carriera
Brunvoll non continuò la sua carriera militare dopo la seconda guerra mondiale. Nel 1945 fondò la sua agenzia. Tra gli artisti vi erano cantanti lirici Aase Nordmo Løvberg e Ragnar Ulfung e il cantautore Alf Prøysen. Fu un cofondatore del Norsk Operaselskap nel 1949, insieme a suo fratello Jonas e a István Pajor, e fu direttore di questa azienda (1949-1958) e lavorò come manager presso Den Norske Opera (1958-1979). Era un membro del consiglio dell'Associazione Internazionale degli Amministrazione Opera (1962-1965) e presidente del consiglio di amministrazione della Norwegian National Academy of Opera (1988-1992). Fu vice presidente della Norsk Film (1965-1971).